# Bombardier MOVIA C951
Bombardier MOVIA C951 este un tip de trenuri construite de Changchun Bombardier Railway Vehicles (joint venture între Bombardier Transportation și CNR Changchun) pentru Downtown Line, Singapore. În total au fost comandate 88 de rame în două comenzi.

## Istorie
73 de trenuri formate din câte 3 vagoane fiecare au fost cumpărate pentru aproximativ S$570,7 milioane pentru transportul pasagerilor. Bombardier a câștigat contractul în defavoarea Alstom, Kawasaki Heavy Industries și Hyundai Rotem datorită prețului mai mic oferit. Land Transport Authority a comandat ulterior încă 15 trenuri, pentru un total de 88.

### Livrare

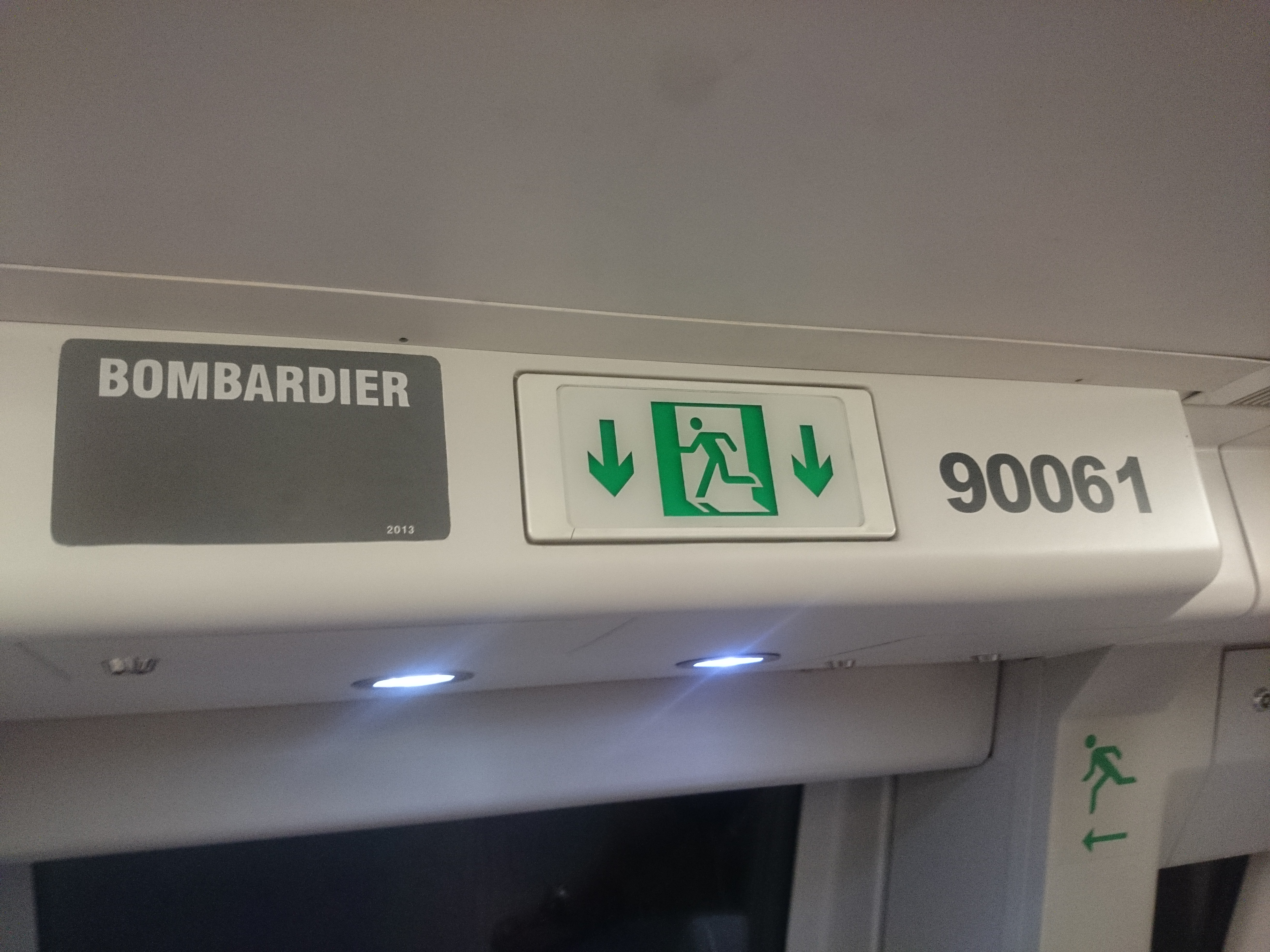
Sigla Bombardier într-un tren C951.

Trenurile au fost livrate până în 2016, fiind repartizate între depourile Changi, Gali Batu și Kim Chuan.
Pe 12 octombrie 2012, primul din cele 11 trenuri pentru prima parte a liniei Downtown a sosti la Jurong Port și a fost transportată la depoul Kim Chuan pentru testare înaintea livrării către SBS Transit.
Până pe 28 februarie 2013, Bombardier livrase 9 din cele 11 trenuri pentru Downtown Line. LTA, împreună cu operatorul SBS Transit au testat ramele pentru a se asigura de respectarea standardelor de siguranță, performanță și compatibilitate înainte de intrarea în serviciul călători pe 22 decembrie 2013.

## Capabilități

### Design

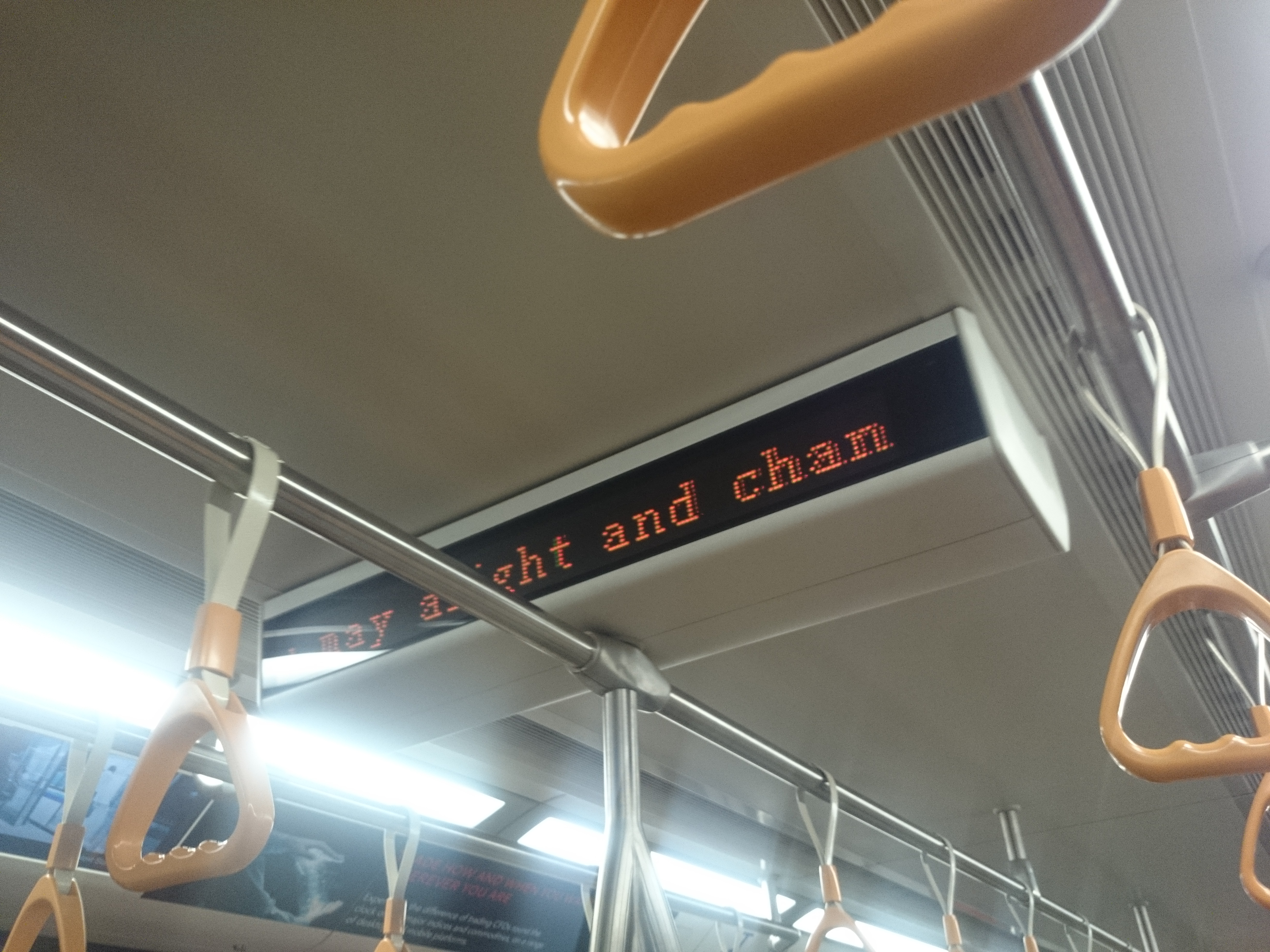
Ecran LED într-un tren C951

Trenurile C951 includ câteva caracteristici ce nu existau în trenurile existente:
- scaune ergonomice;
- scaune roșii rezervate, care permit o separare ușoară între scaunele normale și cele rezervate;
- scaune rabatabile ce înlocuiesc banchetele de 2 scaune de la capătul vagonului;
- mânere mai rezistente pe barele trenurilor;

Trenurile au și toate barele obișnuite pentru modelele anterioare.

### Afișarea dinamică a rutei

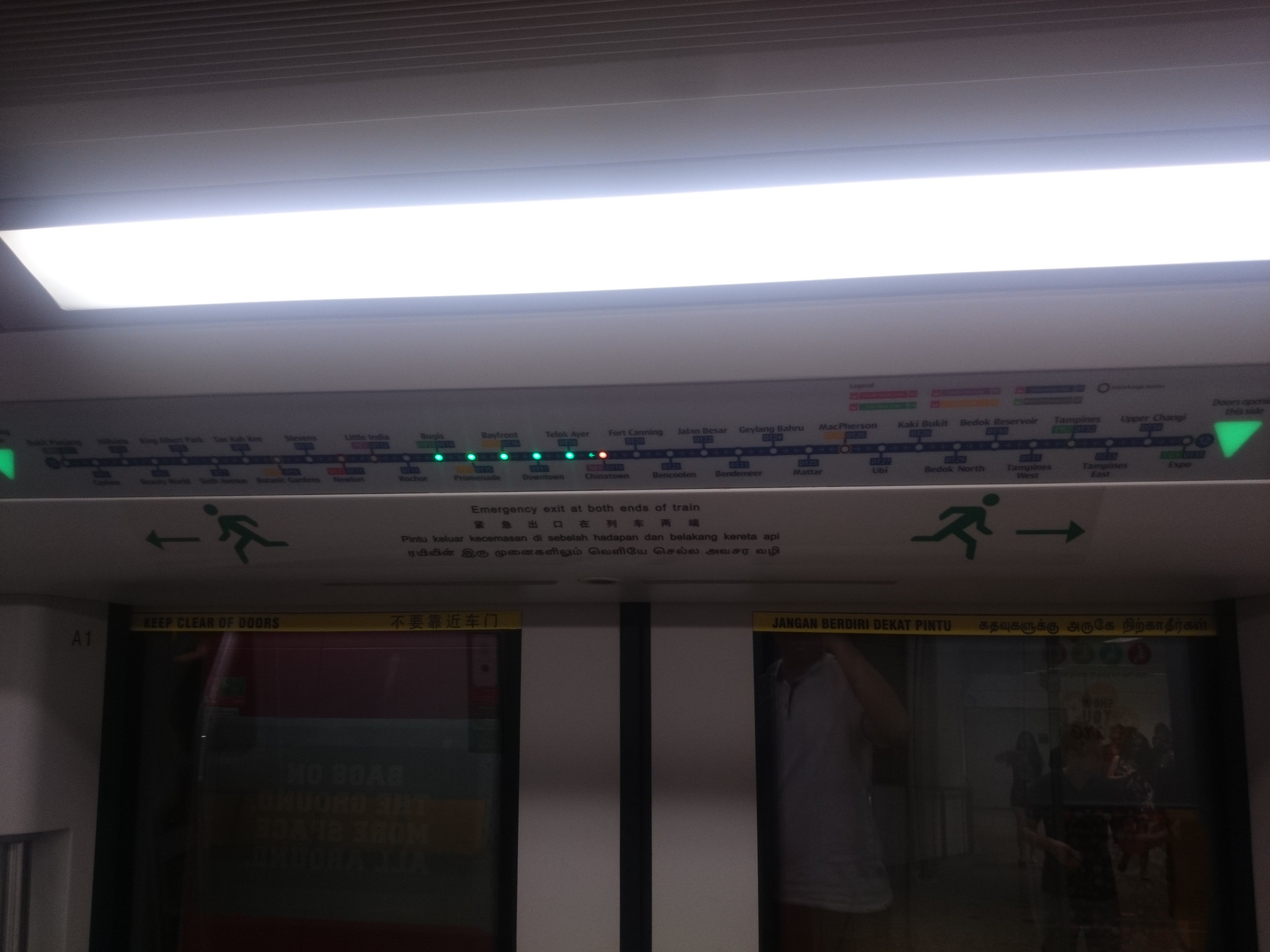
Afișarea dinamică a rutei în trenuri arată un tren ce pleacă din stația Chinatown spre Telok Ayer.

Dynamic Route Map Display (DRMD) este un sistem de informare a călătorilor dezvoltat pentru acest tip de trenuri. Ruta dinamică oferă călătorilor informații despre unde se află, precum și actualizări cu privire la călătorie. Ea indică de asemenea și pe ce parte se vor deschide ușile. Trenurile Alstom Metropolis C830C și Alstom Metropolis C751C au și ele sistemul DRMD.

### Reducerea distanței până la peron

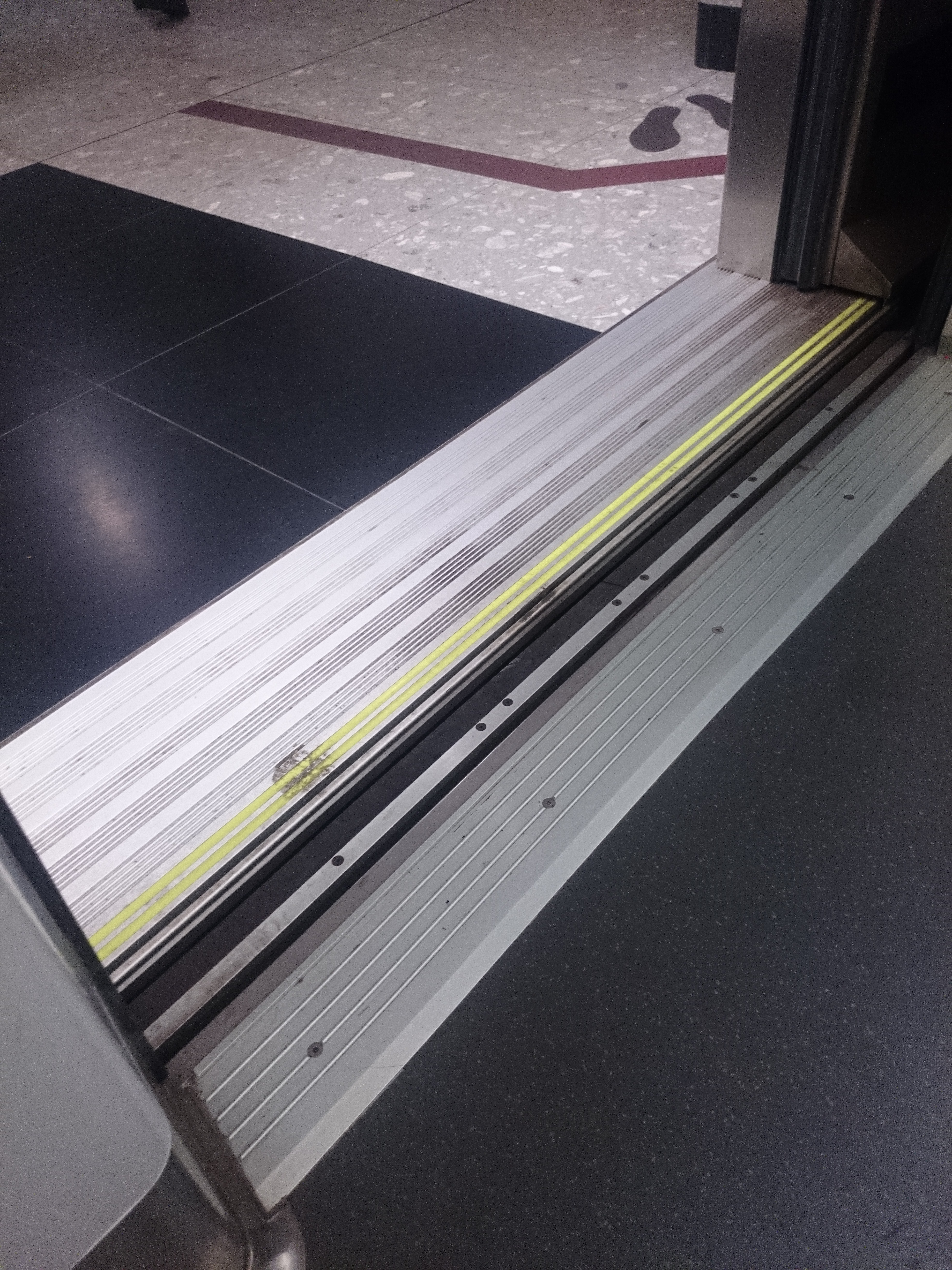
Sistemul de reducere a distanței de pe trenurile C951 permite reducerea semnificativă a distanței până la peron

Trenurile au o extensie din cauciuc ce iese în afara ramei și permite reducerea distanței dintre tren și platformă de la 75 la 40 mm, prevenind accidentele datorate acestei distanțe.

## Formarea trenurilor

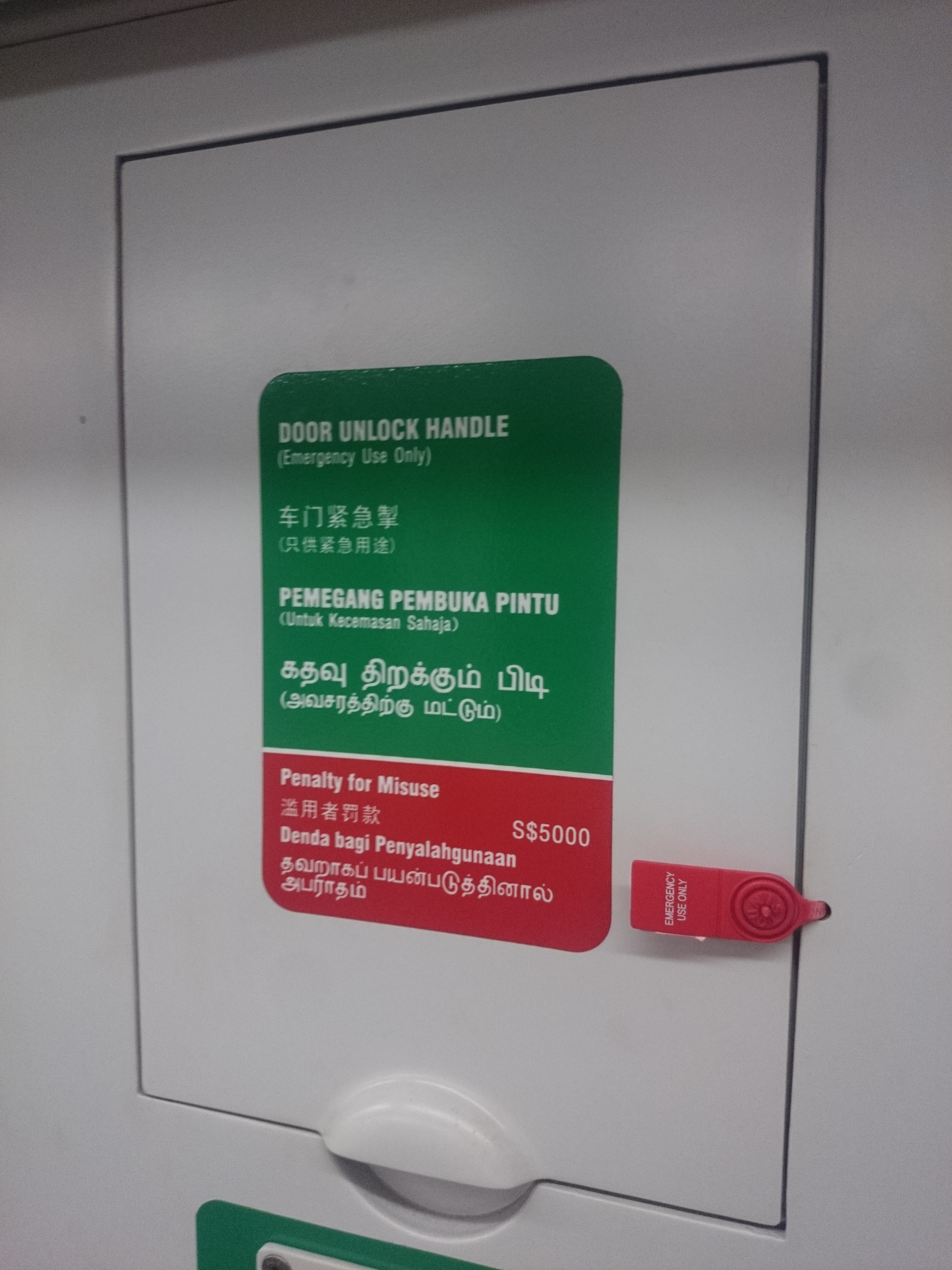
Sistemul de deschidere de urgență a ușii în trenurile C951

Configurația trenurilor C951 aflate în serviciu este DM1-T-DM2
| DM1 | ✓ | ✓ | ✓ |
| DM2 | ✓ | ✓ | ✓ |
| T   | ✓ | ✓ | ✓ |

Un tren complet constă dintr-o remorcă (T) și două vagoane motoare (DM1 & DM2) cuplate permanent. Numărul vagoanelor este cuprins între 9001x și 9088x, unde x depinde de tipul vagonului:
- prima cifră este 9;
- a doua cifră este 0;
- a treia și a pra cifră identifică rama;
- a cincea cifră este numărul vagonului.

De exemplu, setul 903 (sau 9003) e format din vagoanele 90031, 90032 și 90033.